# À la vie, à la mort!
À la vie, à la mort! è un film del 1995 diretto da Robert Guédiguian.